# Apogromia
Apogromia es un género de foraminífero bentónico de la familia Lagynidae, del suborden Allogromiina y del orden Allogromiida. Su especie tipo es Microgromia mucicola. Su rango cronoestratigráfico abarca el Holoceno.

## Clasificación
Apogromia incluye a las siguientes especies:
- Apogromia mucicola
- Apogromia lemercieri
- Apogromia flandriensis